# أنطونيو كالداس
أنطونيو كالداس هو لاعب كرة قدم ومدرب كرة قدم برتغالي في مركز حراسة المرمى، ولد في 1 مايو 1959 في براقرة في البرتغال. لعب مع إف سي يريفان وساغرادا إسبيرانسا وسبورتينغ براغا ونادي أونياو دا ماديرا ونادي باسوج دي فيريرا ونادي فيزيلا ونادي ليتشويس.

## وصلات خارجية
- أنطونيو كالداس على موقع قاعدة بيانات كرة القدم.إي يو (الإنجليزية)
- أنطونيو كالداس على موقع عالم كرة القدم.نت (الإنجليزية)